# Русловая гряда

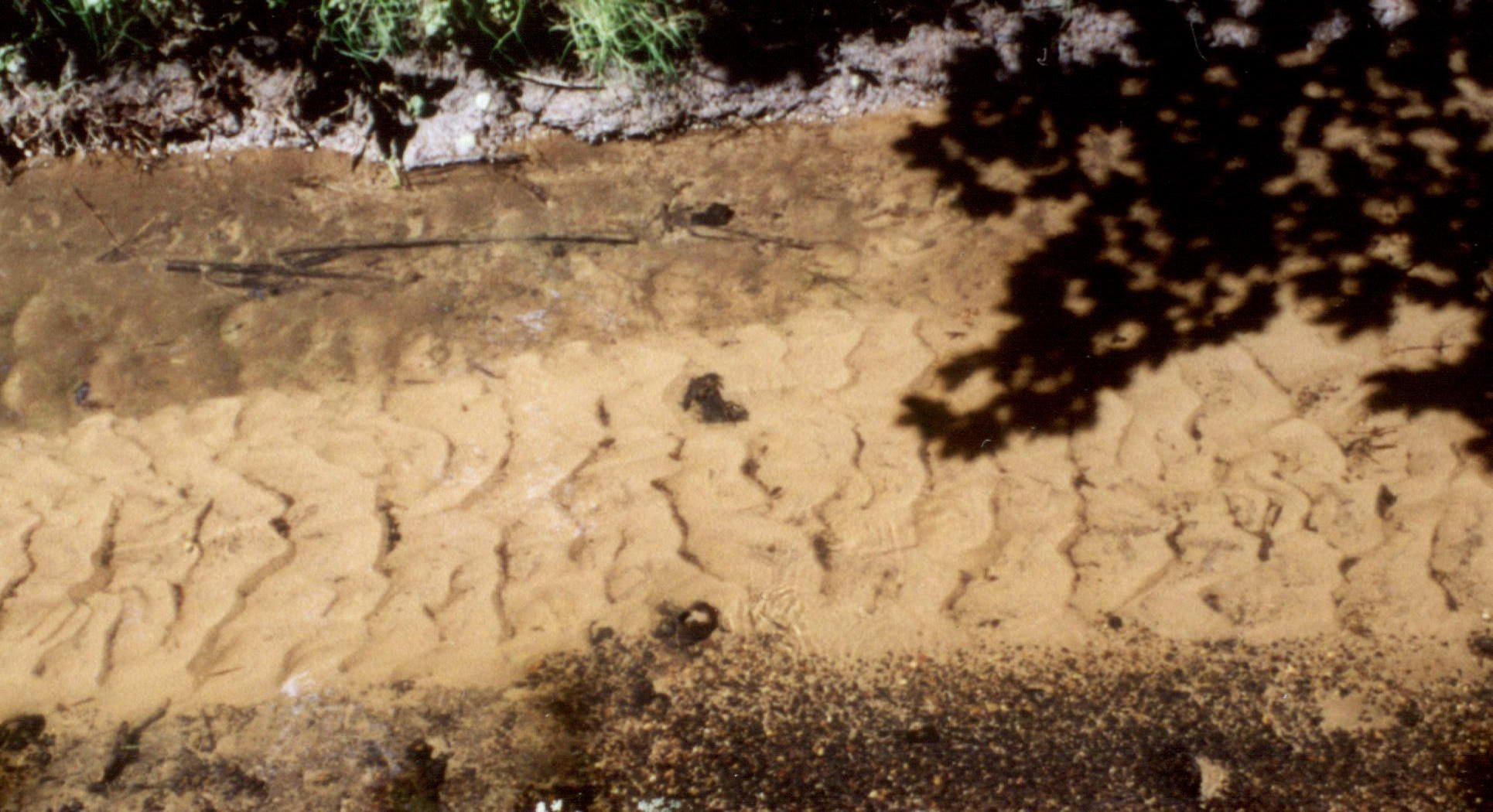
Гряды на дне водотока

Руслова́я гряда́ — повышение донного рельефа вытянутой формы, возникающее в руслах водотоков, осуществляющих транспорт донных наносов.
В движении донных гряд выделяются несколько фаз:
- отсутствие гряд;
- нормальные гряды;
- смыв гряд;
- антидюны.

При переходе плоского размываемого дна к волнообразной форме изменяется расход наносов.

## Исследования грядового движения
Существенный вклад в теорию донного влечения наносов и формирования руслового рельефа (гряд и дюн) внесён Ф. М. Экснером (Exner F.M., 1920), Н. Крамером, В. Н. Гончаровым (1938), М. А. Великановым (1948б), В. Ф. Пушкаревым (1948), И. В. Егиазаровым (1949), Г. В. Лопатиным (1952), Дж. Кеннеди (Kennedy J.F. 1963), Н. А. Михайловой (1966), К. И. Россинским и И. А. Кузьминым (1958), Н. С. Знаменской (1968).
Начало целенаправленных лабораторных исследований формирования песчаных гряд было положено П. Дюбуа в 1879 г. и затем Дж. Диконом. Экспериментальные исследования гряд проводили Дж. Джильберт (1914), М. А. Великанов и Н. М. Бочков (1931), В. Н. Гончаров и Г. В. Лапшин (Гончаров В. Н., 1938), В. Ф. Пушкарев (1948), Д. Богарди (1974), В. С. Кнороз (1959), Н. А. Михайлова (1966), Д. Аллен (1969), Н. С. Знаменская (1968). Опыты Э.М Минского (1935) проводились в аэродинамической трубе с воздухом.
Наиболее полное натурное исследование гряд в речных потоках проводилось Г. И. Шамовым (1935), А. К. Проскуряковым и Б. В. Проскуряковым (1938), К. И. Россинским и И. А. Кузьминым (1950), Б. Колби и К. Хемпфри (1955), Х. Эйнштейном и Н. Чейном (1955), Ю. М. Корчохой (1968), Н. М. Капитоновым и др. (1974). К. И. Россинский и И. А. Кузьмин (1950) провёли исследования связи между образованием песчаных волн в русле потока и конфигурацией русла в плане.
Подробные обзоры и библиографии, посвящённые натурному, лабораторному и теоретическому изучению донных гряд приведены в работах Н. А. Михайловой (1966), Н. С. Знаменской (1968), Б. А. Шуляка (1971).
Существует ряд классификаций форм грядового рельефа, в которых в качестве отличительных признаков одних форм от других приводятся, в частности, генезис этих форм, их морфологическое строение и относительные размеры (Маккавеев Н. И., 1955; Кондратьев Н. Е. и др., 1959; Караушев А. В., 1960; Гришанин К. В., Кондратьев Н. Е. и др., 1972; 1982; Сидорчук А. Ю., 1992; Алексеевский Н. И., 1998; Алексеевский Н. И., Чалов Р. С., 2001).
Существует ряд эмпирических формул, связывающих размеры гряд с гидравлическими элементами потоков (Михайлова Н. А., 1966), и несколько гипотез о причинах образования гряд. Предложено около двадцати классификационных таблиц, в которых различия между формами гряд связываются с параметрами потока (Россинский К. И., 1972, с. 22).

## Обзор гипотез причин образования гряд
Существующие в настоящее время модели процесса грядообразования можно условно разбить на следующие группы: турбулентные теории, связывающие возникновение гряд с пульсациями скорости в турбулентном потоке (М. А. Великанов, Н. А. Михайлова, К. И. Россинский, И. А. Кузьмин), вихревые теории, предполагающие наличие в потоке неподвижных вихрей, вращающихся как твёрдое тело (Н. Т. Повало-Швейковский (1938), A.J. Raudkivi, К. В. Гришанин), теории, исследующие устойчивость двухфазного и однофазного потока (Candoll, Lui Hsin-Kuan, Б. Ф. Снищенко).
М. А. Великанов (1949) связал происхождение гряд с наличием микромасштабной турбулентности. По этой теории плоское дно под воздействием низкочастотных пульсаций скорости должно принять грядовую форму. В 1948 г. В. М. Маккавеев на основе изучения колебательных процессов в турбулентном потоке рассмотрел задачу об образовании донного рельефа с периодически повторяющимися формами. В 1953 г. теоретическая модель формирования гряд предложена Ф. И. Франклем, а в 1963 и 1969 гг. — Кеннеди. Ими сделана попытка установить причину возникновения периодических структурных форм на дне и объяснить процесс их образования. Указанные авторы видят эту причину в особенностях структуры потока, но по-разному подходят к решению поставленной задачи. Экснер (Exner F.M., 1925) подчёркивал сходство между этим явлением и песчаными барханами в пустыне, форма которых приблизительно та же самая, что и песчаных гряд в реке.
Некоторые авторы (Exner F.M., 1925; Кондратьев Н. Е. и др., 1959) рассматривают гряды как результат воздействия на дно осреднённых скоростей течения. По-видимому, на формирование гряд влияют как осреднённые скорости течения, так и пульсационные составляющие. Кинематическая же структура потока сама изменяется по мере развития формы гряд (Россинский К. И., Кузьмин И. А., 1958).
Условием для образования гряд является наличие аллювиального ложа реки или достаточно большой сток влекомых (руслообразующих) наносов. На неразмываемом (например, скальном) дне потока при малом количестве влекомых наносов формируются «дефицитные» гряды (Дебольский, Котков, 1977).
В. К. Дебольский и С. М. Анцыферов (1968) причиной образования донных форм считают исходные неровности дна, которые создают разрывы в профиле скорости и образуют присоединённые микровихри, работа которых и приводит к развитию донных форм.
Согласно другим воззрениям (Шуляк Б. А., 1971; Raudkivi A.I., 1963) они развиваются из имеющихся на дне случайных неровностей, вызывающих появление в потоке вальцовых течений.
Ряд авторов (Гришанин К. В., 1974; Kennedy J.F., 1969) связывают происхождение донных форм с развитием волн малой амплитуды на дне и свободной поверхности потока в условиях общей неустойчивости движения водного потока.
Большая группа исследователей связывают развитие гряд с наличием турбулентности и её характеристиками. Значительно развивал эту идею М. А. Великанов (1948б), опираясь на принцип минимума диссипации энергии: «Вообще говоря, песчаное дно, пусть первоначально плоское, неизбежно должно под влиянием турбулентного потока принять неправильную волнистую форму» (Великанов М. А., 1948а, с. 482). С этим нельзя полностью согласиться, имея в виду, что существуют несколько видов состояния дна реки и несколько способов движения наносов. Система «поток-русло» принимает не единственную форму, а разную, но соответствующую внешним воздействиям. Гипотеза турбулентного происхождения русловых форм, также развивалась Н. А. Михайловой (1966).
В последнее время эта идея была развита в работах К. В. Гришанина (1979) и Б. Ф. Снищенко (Кондратьев Н. Е. и др., 1982). Используя теорию потенциальных течений для рассмотрения движения руслового потока, который представляется как комбинация потенциального поступательного и вихревого движений, К. В. Гришанин получает уравнение деформации дна для малых времён, величину начальной малой деформации, по высоте близкой к размеру нескольких песчинок, и объясняет причину асимметричности профиля гряды влиянием присоединённого вихря.
Сторонники «турбулентной» гипотезы считают, что источником начальных неровностей, развивающихся в гряды, является турбулентность потока. Считается, что именно она обеспечивает чёткую периодичность, свойственную грядам с самого начала их возникновения.
А. Ю. Сидорчук (1992), проанализировав обширный натурный материал, нашёл, что сложная структура турбулентных вихрей отображается во всей иерархии форм руслового рельефа — от крупных гряд, соизмеримых с шириной русла (макроформ), до самых мелких грядовых образований, составляющих тысячные её доли (микроформ) (Алексеевский Н. И., Чалов Р. С., 1997).
А. Н. Ляпин (1956), а затем О. Н. Мельникова (1997) считают причиной образования донных гряд стационарные (стоячие) волны на поверхности водного потока. Стационарные волны наблюдали Н. Е. Кондратьев и О. В. Макринов (1953), а также А. А. Левашов и И. А. Левашова (2003). О. Н. Мельникова считает, что параметры волн в потоке с известными характеристиками определяют параметры гряд на дне потока (Мельникова О. Н., 1997).
В экспериментах А. Н. Ляпина (1956) периодический процесс волнообразования искусственно вызывался обтеканием порога, щитка и т. п. Однако в опытах наблюдались случаи, когда поток на долгое время отрывался от щитка и не касался его нижней кромки, причём какого-либо нарушения последующих волн не наблюдалось. Аналогичное явление наблюдал Б. А. Бахметев, о чём специально упомянул при их описании (1928).
Подобное же возникновение волнообразного движения очень часто наступает и в естественных руслах рек, имеющих большой продольный уклон и размываемое основание. При этом указанные движения настолько устойчивы, что, будучи искусственно нарушены, возникают вновь, причём в начале такой цепочки волн обычно нет никакого постороннего предмета (Ляпин А. Н., 1956).
О. Н. Мельникова проводила эксперименты, в которых в нижней части лотка под стационарными волнами на поверхности воды были сформированы гряды. В верхней части лотка, где стационарных волн не было, дно оставалось ровным (Мельникова О. Н., 1997). На участках с максимальными уклонами, на которых числа Фруда превышали критические, возникала система остановившихся волн на поверхности воды, а гряды смещались вверх по потоку. Результаты аналогичных наблюдений А. Н. Ляпина в закритических натурных потоках опубликованы в работе (Кондратьев Н. Е. и др., 1959). Продольный размер гряды коррелировал с длиной стационарной волны. Гряды формировались на плоском дне под уже существующей стационарной волной (Мельникова О. Н., 1997).
Гипотеза о причинах периодических деформаций поверхности сыпучей среды (применительно к движению снега) содержатся в работах А. К. Дюнина (1962, 1963), который доказывает неизбежность макропульсаций твёрдого расхода в связи с тем, что при насыщении твёрдыми частицами поток периодически утрачивает свою транспортирующую способность, что ведёт к образованию различных форм микрорельефа.
Гипотеза о единстве закономерностей, которым подчиняются описываемые спонтанные формирования в живой и неживой природе, была предложена А. Ф. Кудряшовым (1949) и обосновывалась им в течение ряда лет. Сущность её состоит в сходстве формы тела и чешуйного покрова рыб с формой поверхностей, спонтанно сформированных турбулентным потоком в руслах рек, что, в частности, подтверждается единством уравнений, описывающих морфометрические и динамические параметры побочней и рыб. Возможно, это даёт повод рассматривать не только аналогию побочней с рыбами, но и меандрирования со змеями, разветвлений с паутиной и т. д.

## Связь движения гряд с типами русловых процессов
Песчаные волны играют существенную роль в русловых процессах. Первые попытки связать песчаные волны в реках с общим ходом русловых процессов были предприняты в конце прошлого и начале этого века Н. С. Лелявским (1893), В. М. Лохтиным (1897), Блязиусом (1910). На связь русловых форм с характером движения песчаных волн обращают внимание многие советские исследователи — М. А. Великанов, К. И. Россинский и И. А. Кузьмин, Н. И. Маккавеев, Н. Е. Кондратьев, И. В. Попов, Н. С. Знаменская и др. Этот вопрос рассмотрен подробно Н. С. Шарашкиной, которая первой в Советском Союзе начала исследования русловых процессов на лабораторных микрореках (Кромская Т. П. и др., 1970).
Наблюдения за песчаными грядами и характером меандрирования рек содержатся в работах А. Ф. Кудряшова и Киносита, в которых условия меандрирования рассматриваются с точки зрения образования песчаных волн. К. И. Россинский и И. А. Кузьмин (1950) провели исследования связи между образованием песчаных волн в русле потока и конфигурацией русла в плане. Большой вклад в область моделирования песчаных волн сделан И. И. Леви, К. И. Россинским, Н. С. Знаменской, Б. А. Шуляком.
В. С. Кнороз (1949, 1951, 1960) указывает, что размеры гряд и их скорости не являются постоянными величинами, а колеблются около некоторых средних значений, характерных для данного режима потока. Если количество поступающего в поток твёрдого материала превышает его транспортирующую способность, то в процессе формирования всё время происходит наращивание перемещающихся гряд и изменение уклона свободной поверхности потока (Михайлова Н. А., 1966).

## Иерархия гряд
Лишь в редких случаях рельеф дна соответствует представлениям о гряде идеальной формы и имеющей относительно пологий верховой откос и резкий скачок отметок дна на переходе от вершины к подвалью грядового образования. Значительно чаще он представляет собой совокупность грядовых образований различной длины и высоты, которые образуют соподчинённую иерархию русловых форм (Россинский, Дебольский, 1980; Алексеевский, 1987).
По размерам, соотношению с шириной и глубиной потока, а также между собой все гряды в русле можно разделить на микро-, мезо- и макроформы. К макроформам грядового рельефа русел относятся наиболее крупные гряды, высота и ширина которых соизмеримы с глубиной и шириной русла. Макроформы определяют основной облик рельефа русла, обусловливая изменения глубины как вдоль, так и поперёк реки. Изменение роли макроформ в русловых процессах в разные фазы гидрологического режима доказано К. М. Берковичем и др. (1983) на натурном материале. Обсыхающие в межень части макроформ могут превращаться при их зарастании в крупные детали самого русла (выпуклые берега излучин, острова и т. п.) (Алексеевский Н. И., Чалов Р. С., 1997).
Микроформами руслового рельефа являются очень мелкие грядовые образования, размеры которых (по ширине и по высоте) несоизмеримо малы по сравнению с размерами русла. Они связаны с пульсациями скорости потока в придонной области и не оказывают влияния на структуру потока. Высота таких гряд колеблется в пределах от нескольких сантиметром до 20-30 см, а длина от нескольких десятков сантиметров до 10 м. Выделяют также ультрамикроформы — гряды высотой не более 2-3 см и длиной до 10-25 см (Алексеевский Н. И., Чалов Р. С., 1997).
К мезоформам относятся гряды, ширина которых составляет десятые и сотые доли ширины русла. Мезоформы в виде песчаных волн отчётливо заметны на прирусловых отмелях и в прибрежных мелководных частях русла. Образование мезоформ связано почти исключительно с макротурбулентностью потока (Алексеевский Н. И., Чалов Р. С., 1997).
Макроформам грядового рельефа дна русел соответствуют перекаты — крупные аллювиальные гряды, пересекающие русло от одного берега до другого и вызывающие в период низких уровней воды подпор на вышележащем участке (Маккавеев Н. И., 1955), а также гряды, составляющие 0,5-0,1 ширины русла (побочни, косы, ленточные гряды, заструги) (Алексеевский Н. И., Чалов Р. С., 1997).
На реках с малым количеством руслообразующих наносов возможны формирования дефицитных гряд или непосредственный контакт потока с коренным ложем и образование участков скального русла со скульптурными формами рельефа (верхняя и частично средняя Лена, Витим, верхний Алдан, Ангара, верхний и средний Енисей) (Чалов Р. С., 1997, с. 31).
Для учёта всех форм грядового движения наносов при определении их стока разработана специальная методика (Алексеевский, 1987), согласно которой наиболее крупной грядой считается морфологическое образование, соответствующее побочням или перекатам. (Алексеевский Н. И., Чалов Р. С., 1997). Н. И. Алексеевский (1987; Алексеевский Н. И., Горбатенко А. В., 1989) обозначает гряды разных иерархических ступеней буквами русского алфавита, при этом буква «А» присваивается побочням перекатов — большим грядам, а более мелкие гряды по мере их упрощения и уменьшения длины обозначаются Б, В, Г и Д.
Также процедура последовательного выделения гряд различных размеров (рангов) на продольных профилях была разработана при анализе грядового рельефа в низовьях Енисея (Бабич Д. Б. и др., 1983).